# Michael Estrada
Michael Steveen Estrada Martínez (sinh ngày 7 tháng 4 năm 1996) là một cầu thủ bóng đá người Ecuador hiện chơi ở vị trí tiền đạo cho câu lạc bộ Cruz Azul tại Liga MX theo dạng cho mượn từ Toluca. Anh khoác áo đội tuyển quốc gia Ecuador.